# Wilhelm Brandes (Apotheker)
Wilhelm Brandes (* 2. April 1834 in Hildesheim; † 8. Juli 1916 in Hannover) war ein deutscher Apotheker, Medizinalrat, Botaniker und Sachbuch-Autor.

## Leben
Wilhelm Brandes wurde zu Beginn der industriellen Revolution im Königreich Hannover in Hildesheim als Sohn des Apothekers geboren, der die Hildesheimer Löwenapotheke betrieb. Er besuchte das Gymnasium Andreanum und erlernte anschließend die Pharmazie in der Apotheke seines Vaters.
In der Folge vertiefte er seine Kenntnisse der Pharmazie an den Universitäten in Göttingen sowie in Heidelberg. Anschließend arbeitete er als Apotheker in seiner Heimatstadt Hildesheim sowie in Hannover. Zeitweilig war er als Apotheken-Revisor tätig, zuletzt als Medizinalrat.
Als Botaniker verfasste Brandes die 1897 in Hannover und Leipzig erschienene Schrift Flora der Provinz Hannover. Verzeichnis der in der Provinz Hannover vorkommenden Gefässpflanzen nebst Angabe ihrer Standorte. Das Werk erhielt von 1900 bis 1910 drei Nachträge.
Wilhelm Brandes wurde mit der Verleihung des Titels als Dr. h. c. geehrt und war Ehrenmitglied der Naturhistorischen Gesellschaft Hannover. Er verstarb nach kurzer Krankheit am 8. Juli 1916 im Alter von 82 Jahren.

## Schriften
- Flora der Provinz Hannover. Verzeichnis der in der Provinz Hannover vorkommenden Gefässpflanzen nebst Angabe ihrer Standorte. Hahnsche Buchhandlung und Verlag, Hannover 1897.
  - auch 1897 in Leipzig, drei Nachträge 1900 bis 1910[3]
    - Nachdruck der Ausgabe von 1897, Norderstedt: Hansebooks GmbH, 2017, ISBN 978-3-7433-9226-7.